# Missaukee County
Missaukee County är ett administrativt område i delstaten Michigan, USA. År 2010 hade county 14 849 invånare. Den administrativa huvudorten (county seat) är Lake City.

## Geografi
Enligt United States Census Bureau har countyt en total area på 1 487 km². 1 469 km² av den arean är land och 18 km² är vatten.

### Angränsande countyn
- Kalkaska County - norr
- Crawford County - nordost
- Roscommon County - öster
- Clare County - sydost
- Osceola County - sydväst
- Wexford County - väster
- Grand Traverse County - nordväst

### Orter
- Jennings
- Lake City (huvudort)
- McBain